# Tommy Bowe
Tommy Bowe (ur. 22 lutego 1984 w Emyvale) – irlandzki rugbysta występujący w czasie kariery zawodniczej na pozycji skrzydłowego w zespole Ulster i reprezentacji kraju. Triumfator Ligi Celtyckiej oraz Pucharu Sześciu Narodów, a także uczestnik pucharu świata w 2011 i 2015 roku.

## Kariera klubowa
Od dziesiątego roku życia trenował futbol gaelicki przechodząc wszystkie szczeble od drużyn dziecięcych do zespołu U-21 zarówno na poziomie klubowym, jak i hrabstwa (Monaghan GAA). Jednocześnie uprawiał rugby union w lokalnym Monaghan RFC, z którym związany był jego ojciec, a w latach 1995–2002 uczęszczał do Royal School Armagh, gdzie w szkolnej drużynie rugby występował na pozycji obrońcy. Z sukcesami startował też w zawodach lekkoatletycznych.
Podczas studiów związany był początkowo z Queen’s University RFC, po czym przeniósł się do Belfast Harlequins. Został przyjęty do Ulster Academy w roku 2002 i już w wieku osiemnastu lat występował w zespole U-21 regionu. Do seniorskiej drużyny Ulster został powołany w sezonie 2003/2004 i zadebiutował pod jego koniec w meczu przeciwko Connacht. Sezon ten okazał się udany dla zespołu, bowiem zajął w lidze drugie miejsce, triumfował zaś dwa lata później.
W styczniu 2008 roku zakomunikowano, iż od nowego sezonu Bowe zasili skład Ospreys, kontrakt został następnie przedłużony do połowy roku 2013. Również z tym klubem triumfował w rozgrywkach ligowych – w sezonach 2009/2010 i 2011/2012. W marcu 2012 roku ogłosił, iż z końcem sezonu za zgodą walijskiego klubu umowa zostanie rozwiązana, jednocześnie podpisał trzyletni kontrakt z Ulster, który w listopadzie 2014 roku 
wydłużył o kolejny trzyletni okres. Już w pierwszym sezonie po powrocie dotarł z zespołem do finału ligi.

## Kariera reprezentacyjna
W latach 2002–2004 był członkiem reprezentacji U-21. W 2003 i 2004 wystąpił z nią na mistrzostwach świata w tej kategorii wiekowej, gdzie zajął odpowiednio miejsca dziewiąte i drugie.
Pierwsze powołanie do seniorskiej reprezentacji otrzymał pod koniec 2004 roku i zadebiutował w meczu z USA, zostając pierwszym od osiemdziesięciu lat kadrowiczem pochodzącym z hrabstwa Monaghan. W ciągu kolejnych kilkunastu miesięcy zagrał jeszcze siedem razy, jednak wypadł z kadry po słabym występie przeciwko Francji podczas Pucharu Sześciu Narodów 2006, selekcjonerzy preferowali bowiem takich zawodników jak Andrew Trimble, Denis Hickie, Shane Horgan czy Geordan Murphy. Na początku 2007 roku grał w kadrze A, lecz na kolejny mecz w pierwszej reprezentacji czekał do maja 2007 roku, zagrał również w sierpniu ze Szkocją w ramach przygotowań do Pucharu Świata w Rugby 2007. Przegrał rywalizację o miejsce w składzie na ten turniej z Brianem Carneyem, choć pojechał z zespołem do Francji jako ewentualny zastępca przechodzącego rehabilitację Horgana.
Świetna forma w rozgrywkach ligowych dała mu powołanie na Puchar Sześciu Narodów 2008, a wcześniej zagrał w ramach kadry A. W kolejnych latach stał się podstawowym skrzydłowym irlandzkiej reprezentacji. Walnie przyczynił się do triumfu w Pucharze Sześciu Narodów 2009 okraszonego dodatkowo pierwszym od sześćdziesięciu jeden lat Wielkim Szlemem. Został umieszczony przez Declana Kidneya w trzydziestoosobowym składzie na Puchar Świata w Rugby 2011. Zagrał na nim w czterech meczach, a kampania Irlandczyków zakończyła się na ćwierćfinale.
Podczas Pucharu Sześciu Narodów 2012 zwyciężył w klasyfikacji przyłożeń, seria kontuzji wyeliminowała go jednak z większości meczów kadry w latach 2012–2014.
Dwukrotnie wziął udział w tournée British and Irish Lions. W 2009 zagrał we wszystkich trzech testmeczach z Springboks oraz innych spotkaniach, pomimo kontuzji wystąpił też cztery lata później w Australii

## Varia
- Jest absolwentem University of Ulster, otrzymał także doktorat honoris causa tej uczelni za osiągnięcia w sporcie[57]. Studiował następnie w University of London poprzez Hibernia College[58][59].
- W młodości jego idolem był Simon Geoghegan[7].
- Otrzymał wiele nagród, zarówno na poziomie regionalnym, krajowym, jak i międzynarodowym[60][61][62][63][64][65][66][67].
- Siostra Hannah uprawiała futbol gaelicki oraz reprezentowała kraj w hokeju na trawie, ojciec i brat grali w rugby, natomiast matka grała w hokeja na trawie oraz biegała maratony[3][68][4]